# See-Elefanten-Bach
Koordinaten: 62° 9′ 0″ S, 58° 56′ 0″ W
Der See-Elefanten-Bach (auf der Karte von 1984 als „Seelefantenbach“ beschriftet) ist ein Bach im Norden der Fildes-Halbinsel von King George Island, der größten der Südlichen Shetlandinseln.
Er ist der mittlere von drei benannten Zuflüssen der See-Elefanten-Bucht an der Westküste der Halbinsel. Zwischen den Mündungsarmen des Gletscherbachs im Nordosten und dem Moosbach im Südwesten fließt er in nordwestliche Richtung auf die Bucht zu, wobei er kurz unterhalb der Quelle einen Schlenker nach links macht.
Im Rahmen zweier deutscher Expeditionen zur Fildes-Halbinsel in den Jahren 1981/82 und 1983/84 unter der Leitung von Dietrich Barsch (Geographisches Institut der Universität Heidelberg) und Gerhard Stäblein (Geomorphologisches Laboratorium der Freien Universität Berlin) wurde der Bach zusammen mit zahlreichen weiteren bis dahin unbenannten geographischen Objekten der Fildes-Halbinsel neu benannt und dem Wissenschaftlichen Ausschuss für Antarktisforschung (Scientific Committee on Antarctic Research, SCAR) gemeldet.